# 马兴瑞
马兴瑞（1959年10月6日—），祖籍山东郓城，生于黑龙江双鸭山，中国共产党、中华人民共和国政治人物、力学工程师及航天领域专家，副国级领导人，现任中共中央政治局委员。曾任中国航天科技集团公司总经理、党组书记，工业和信息化部副部长、国家航天局局长、国家原子能机构主任，国家国防科技工业局局长，中共广东省委副书记、政法委书记，中共深圳市委书记，中共广东省委副书记、省人民政府省長，中共新疆维吾尔自治区党委书记兼新疆生产建设兵团第一政委、兵團黨委第一書記等职务。
马兴瑞曾长期在中国航天科技领域工作并担任相关企业主要领导职务多年，亦多次亲自参与并领导中国载人航天和新一代运载火箭等大型航天工程事务。2007年，当选为国际宇航科学院院士。
马兴瑞是中共第十八届、十九届、二十届中央委员，第二十届中央政治局委員。

## 生平

### 早年教育
马兴瑞生于黑龙江省双鸭山的一个矿工家庭。他的父亲和两个哥哥都是双鸭山矿务局的矿工。1977年恢复高考，马兴瑞于次年10月考入阜新矿业学院（今辽宁工程技术大学）机电工程系工程力学专业学习。他原本报考的专业大多与煤炭有关。然而，阜新矿业学院当年新设了工程力学专业，马兴瑞因数理化成绩优秀而被选入工程力学班。1982年7月，他考入天津大学力学系一般力学专业攻读硕士研究生。他的硕士导师是李骊。 1985年3月到1988年3月，在哈尔滨工业大学飞行动力学研究室一般力学专业读博士研究生。他在的博士导师黄文虎那时刚刚卸任哈尔滨工业大学校长，后来成为中国工程院院士。1988年1月加入中国共产党。1988年3月获博士学位后，留校任教。

### 哈尔滨工业大学
在哈工大，历任空间科学与技术系副主任，航天工程与力学系副主任、主任；于1991年获国家教育委员会授“做出突出贡献的中国博士学位获得者”称号，并被学校聘为教授（1991年12月）；1994年入选国家教委“跨世纪优秀人才计划”，同年获国务院所颁的政府特殊津贴；1995年2月升任哈尔滨工业大学航天学院副院长，并当选第八届全国青联委员。1996年4月，升任哈尔滨工业大学副校长，同年获评为“国家有突出贡献的中青年专家”。

### 中国航天科技集团公司
1996年5月，调任中国航天总公司五院（中国空间技术研究院）副院长（正司局级）。1996年6月，兼任实践五号卫星总指挥及总设计师。1999年，获聘为总装备部卫星系统技术专业组组长。
1999年9月，任中国航天科技集团公司党组成员、副总经理。2000年获聘为总装备部科技委兼职委员。2003年，获国务院学位委员会聘为航空宇航科学与技术学科评议组成员。2003年12月，兼任鑫诺卫星通信有限公司董事长。2004年3月到2005年12月，还兼任绕月探测工程副总指挥。2006年7月，兼任中国航天科技国际集团有限公司董事局主席、上海航天科技产业基地管理委员会主任以及上海航天科技产业基地开发建设有限公司董事长。2004年，当选为中国宇航学会副理事长。2007年，当选为国际宇航科学院院士。
2007年9月，任中国航天科技集团公司党组书记、总经理。2007年10月，兼任中国宇航学会理事长。2007年11月，兼任中国载人航天工程副总指挥。2008年12月，兼任中国新一代运载火箭工程总指挥。2011年4月28日，在中国宇航学会第六次全国会员代表大会上，当选第六届理事会理事长。2012年，当选中国共产党第十八次全国代表大会代表、主席团成员，并在此次大会上当选为中国共产党第十八届中央委员。

### 工业和信息化部
2013年3月，离开军工央企，转身步入政坛，任中华人民共和国工业和信息化部副部长、党组成员，国家航天局局长，国家原子能机构主任，兼国家国防科技工业局第二任局长（2013年3月任中国绕月探测工程总指挥，同年当选亚太空间合作组织理事会主席）。

### 广东省
2013年11月，接替朱明国任中共广东省委副书记、兼政法委书记，成为时任省委书记胡春华的副手。

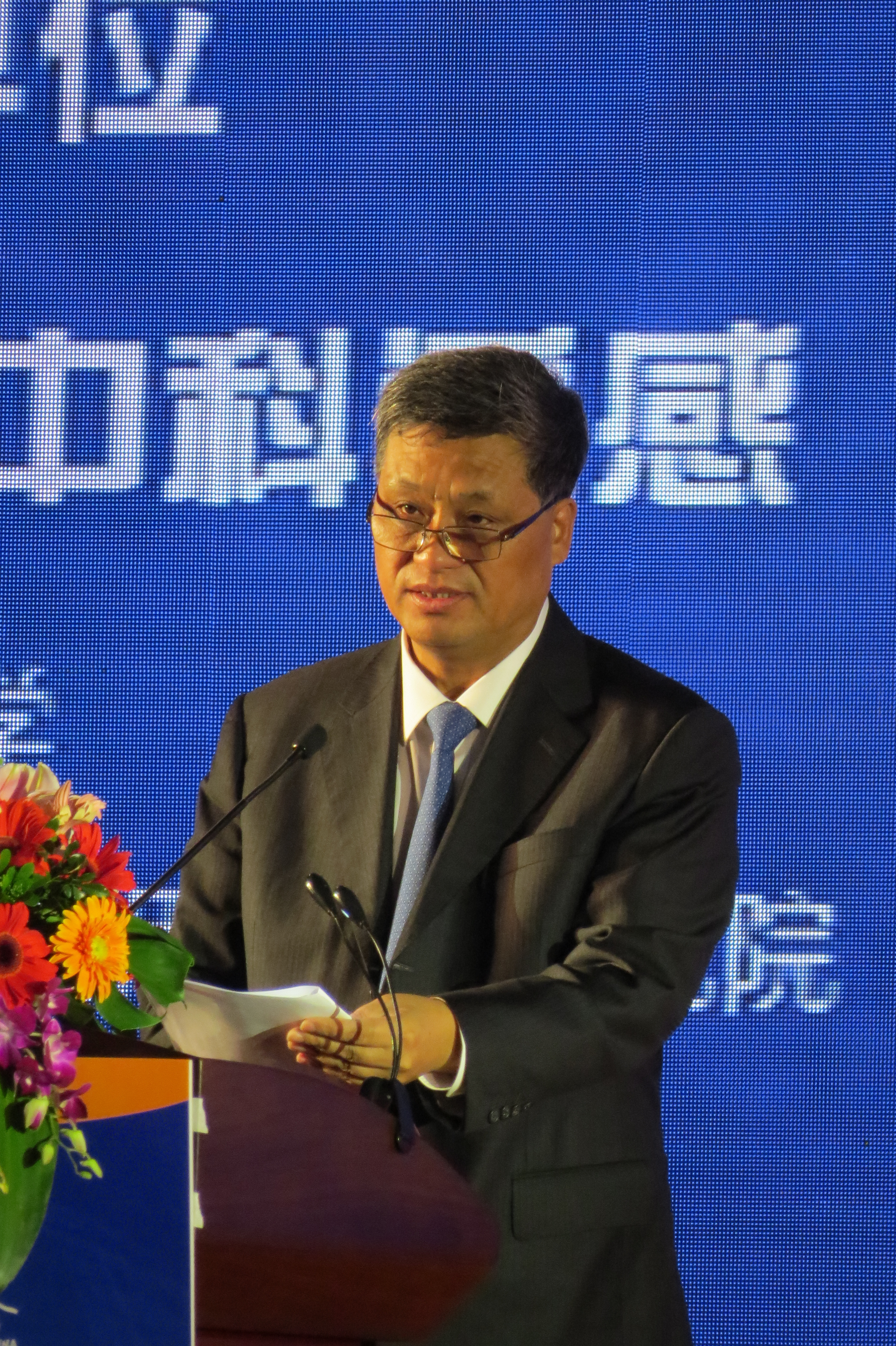
2016年8月摄于广东省深圳

2015年3月，任中共广东省委副书记、深圳市委书记。马兴瑞担任中共深圳市委书记期间，发生深圳光明新区“12·20”滑坡事故，造成73人死亡、4人失踪、16人受伤。此次事故被国务院调查组定性为“不属于自然地质灾害，是一起生产安全事故”。2015年12月25日，马兴瑞、副书记兼市长许勤就滑坡事故向全社会鞠躬道歉。
2016年12月30日，广东省十二届人大常委会第三十次会议决定，任命马兴瑞为广东省人民政府副省长、代理省长，晋升正部级。2017年1月23日，當選廣東省省長。
2017年1月，被补选为第十二届全国人大代表。2017年10月24日，马兴瑞在中共十九大上连任中共中央委员。2018年2月24日，当选为第十三届全国人大代表。

### 新疆维吾尔自治区
2021年12月25日，中共中央决定马兴瑞接替陈全国出任中共新疆维吾尔自治区党委书记，（兼）新疆生产建设兵团第一政委、兵團黨委第一書記。
上任后，马兴瑞恢复了新疆公职人员的双休日，并逐步拆除居民小区限制人流的转转门。
2022年10月23日，63岁的马兴瑞在中共二十届一中全会上当选中共中央政治局委员，晋升副国级，成为党和国家领导人，马兴瑞也成为自习仲勋以来首位进入中央政治局的广东省长。
在马兴瑞任内，新疆第一大城市乌鲁木齐因2019冠状病毒病疫情自2022年8月起经历了100多天的封城。在11月24日乌鲁木齐火灾发生后，群众的不满情绪爆发，乌鲁木齐市出现游行抗议政府实施的清零政策，乌鲁木齐市市长买买提明·卡德因此出面致歉并承诺全面调查火灾，但此一系列事件最终还是引发了遍及全国的抗议。
2023年3月，马兴瑞赴哈萨克斯坦阿斯塔纳访问，期间与总统卡西姆若马尔特·托卡耶夫和总理阿里汗·斯玛伊洛夫会面，讨论促进贸易的议题；其前任陈全国在新疆任职期间未有外访。2024年3月7日，马兴瑞在全国两会记者会上表示，伊斯兰教的“中国化”是不可避免的。
2025年7月，卸任中共新疆维吾尔自治区党委书记。